# Cyathea pycnoneura
Cyathea pycnoneura är en ormbunkeart som beskrevs av Holtt. Cyathea pycnoneura ingår i släktet Cyathea och familjen Cyatheaceae. Inga underarter finns listade.